# Краусник-Грос-Вассербург
Краусник-Грос-Вассербург (нем. Krausnick-Groß Wasserburg) — община в Германии, в земле Бранденбург.
Входит в состав района Даме-Шпревальд. Подчиняется управлению Унтершпревальд. Население составляет 619 человек (на 31 декабря 2010 года). Занимает площадь 54,54 км².

## Фотографии

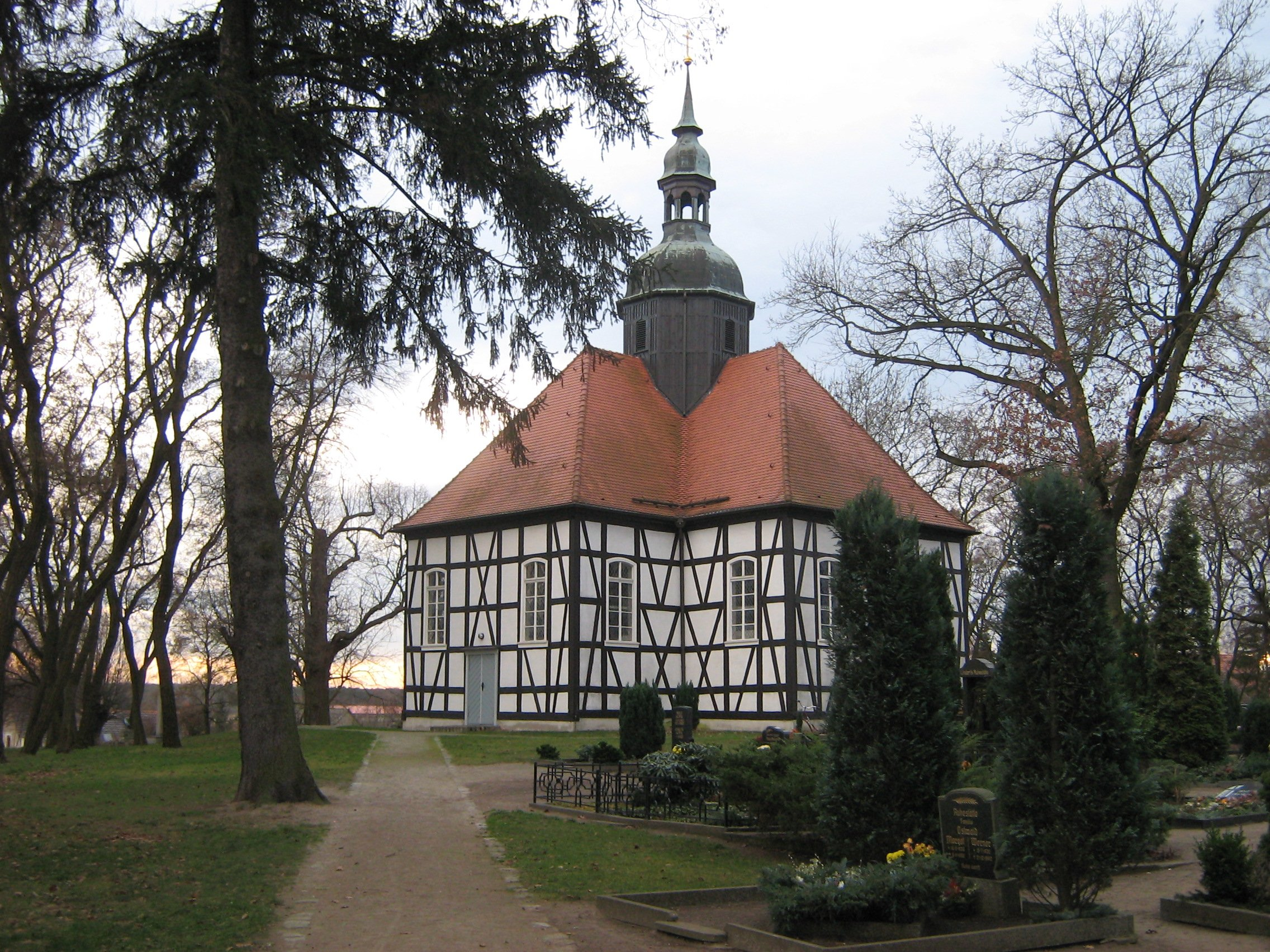
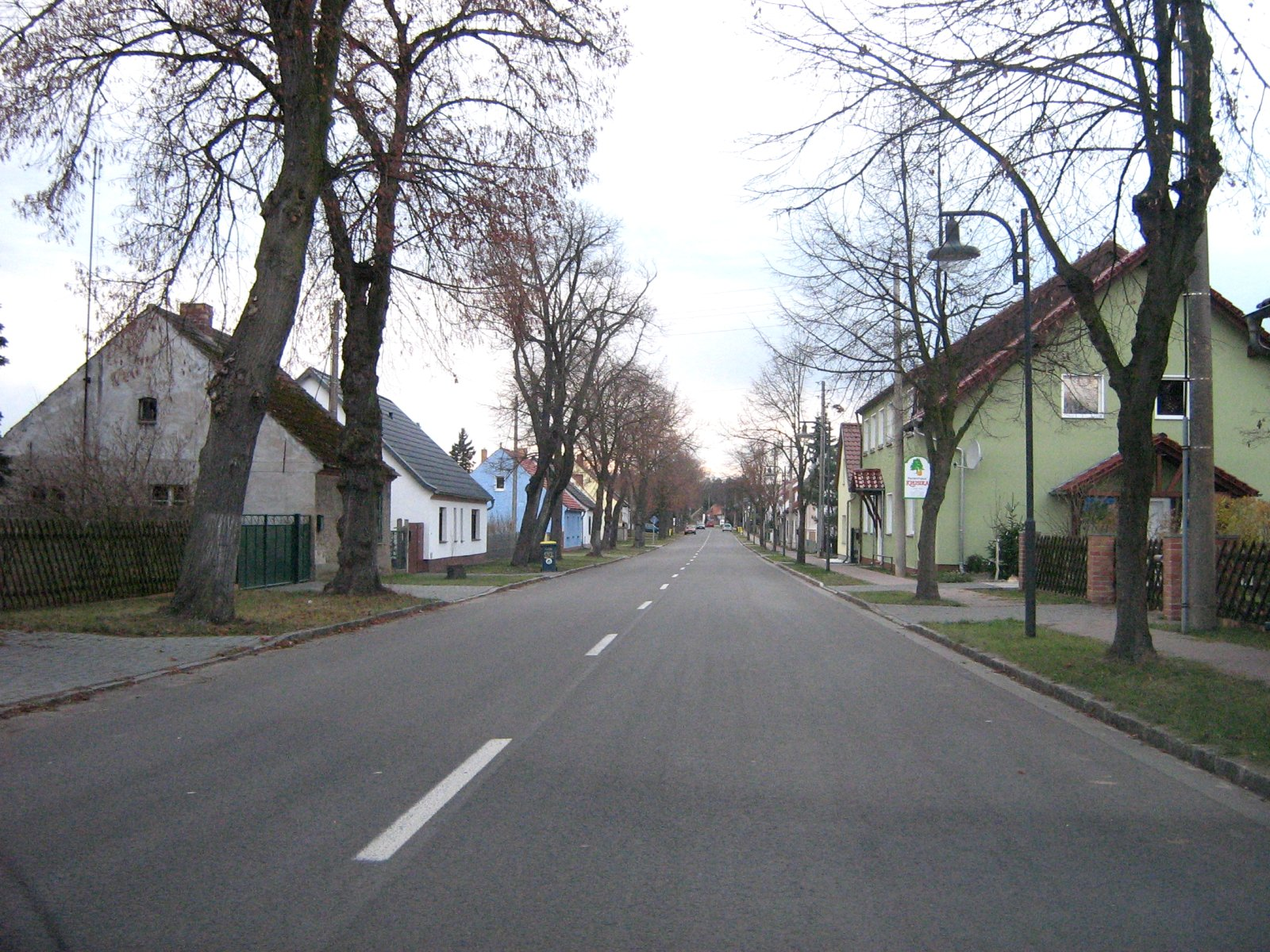
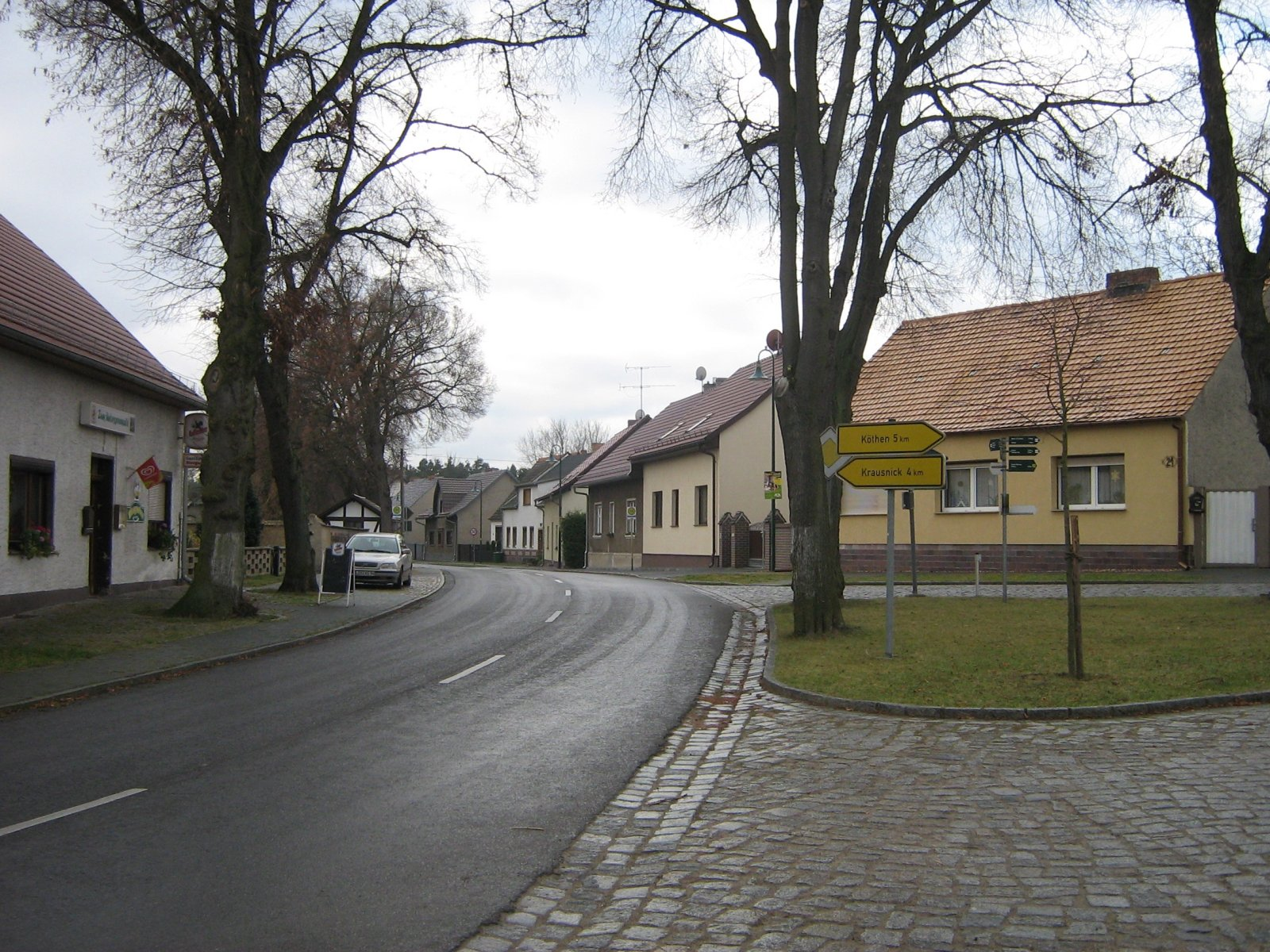
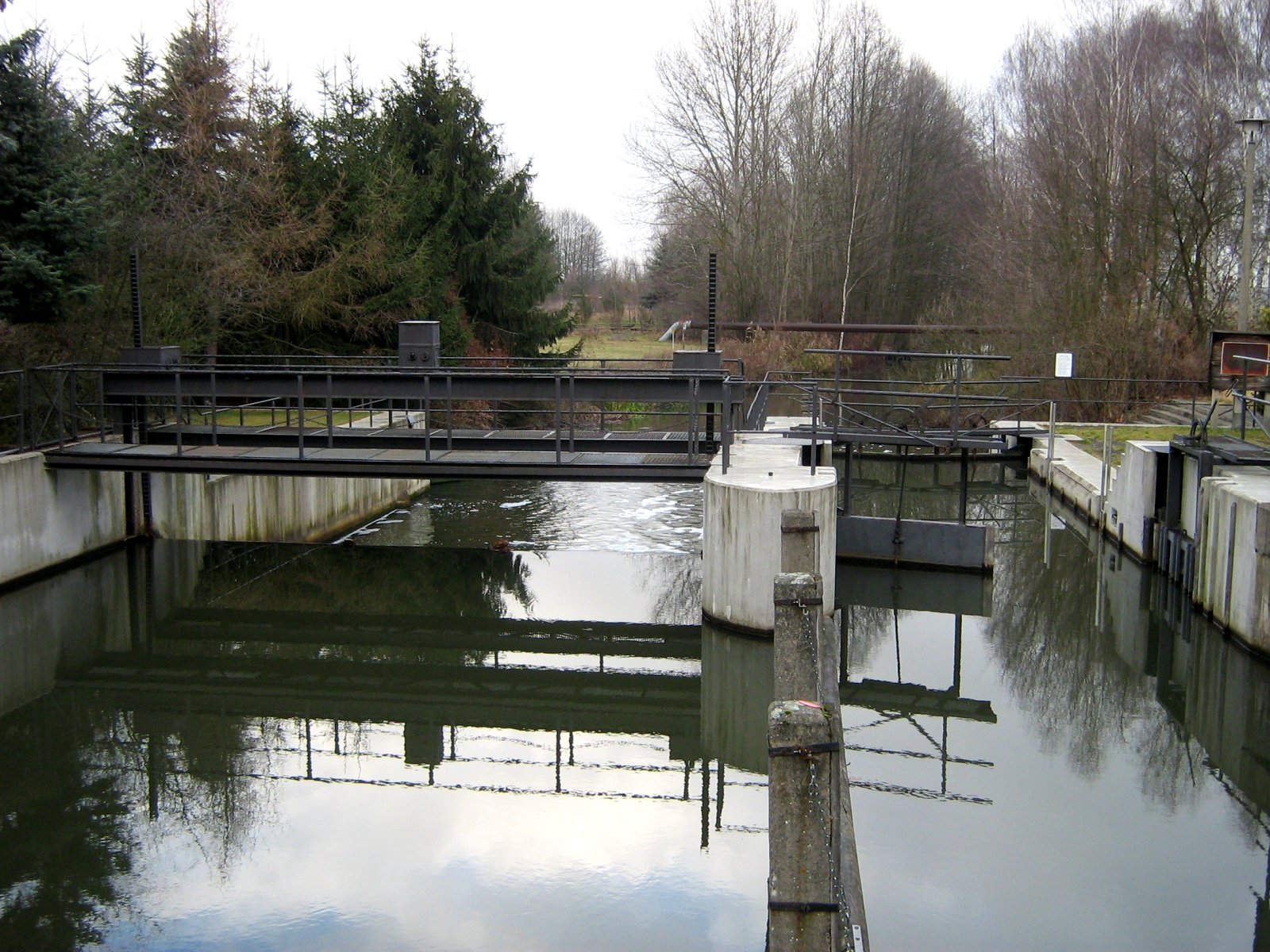

## Население
| Год  | Численность | Численность |
| ---- | ----------- | ----------- |
| 2017 | 595         | [ 1 ] [ 2 ] |
| 2019 | 590         | [ 5 ]       |
| 2021 | 611         | [ 6 ]       |
| 2022 | 622         | [ 7 ]       |
| 2023 | 640         | [ 3 ]       |